# Orchestre Métropolitain
Das Orchestre Métropolitain (OM) ist ein Sinfonieorchester mit Sitz in der kanadischen Stadt Montreal. Die Aufführungen finden überwiegend im Kulturzentrum Place des Arts statt, aber auch in weiteren Sälen in der Region. Es ist eines der beiden Hausorchester der Opéra de Montréal.
Gegründet wurde das Orchester im Jahr 1981 durch Absolventen der Montrealer Konservatorien, in Konkurrenz zum bereits etablierten Orchestre symphonique de Montréal. Es hieß zunächst Orchestre Métropolitain du Grand-Montréal und nahm 1986 seinen heutigen Namen an. Im selben Jahr kam ein Chor hinzu, der die Musiker seither begleitet. 2005 fand die erste Auslandstournee in den Vereinigten Staaten statt.
Ziel des Orchesters ist die Förderung der klassischen Musik in der Jugend und das Heranführen kanadischer Interpreten an ein großes Publikum. Jährlich werden 70 Konzerte durchgeführt, die von rund 200.000 Zuschauern besucht werden. Zusätzlich werden Matinées an Schulen sowie Konzerte in Parks und in Metrostationen durchgeführt. Regelmäßig werden Gastmusiker eingeladen, beispielsweise Diane Dufresne, Denis Gougeon, Michel Longtin und John Rea. Bisher hat das Orchester über zwei Dutzend Tonträger aufgenommen.

## Künstlerische Leiter
- Marc Bélanger (1981–1986)
- Agnes Grossmann (1986–1995)
- Joseph Rescigno (1995–2000)
- Yannick Nézet-Séguin (seit 2000)